# Bandido (álbum)
Bandido es el séptimo álbum de estudio del cantante español Miguel Bosé (el último para la compañía discográfica CBS). El artista decide tomar las riendas de su carrera y redirigir su música hacia un público más maduro, con una evolución total en sus letras y su contenido.
Es uno de los álbumes más exitosos de la carrera del cantante; una de las principales características de este álbum es el cambio en el tono vocal, volviendo su voz más grave y la portada del mismo, haciendo referencia a la influencia del cantante inglés David Bowie en su propuesta discográfica Aladdin Sane.

## Antecedentes
Debido al éxito moderado alcanzado por su anterior propuesta, las presiones de su compañía discográfica por continuar en la misma línea musical que venía realizando desde los inicios de su carrera y después de estar en constantes presentaciones por España, Italia y Latinoamérica, a finales de 1983, un cansado Miguel Bosé se encuentra en la encrucijada de continuar o abandonar su carrera en la música.
El contrato firmado con CBS España le requería la grabación de un LP más; para este trabajo y en contra de la voluntad de su compañía discográfica, Miguel comienza a trabajar en una nueva propuesta, con una nueva dirección musical junto a Roberto Colombo con nuevo grupo de músicos, dejando atrás los tonos agudos y las melodías románticas; y buscando canciones más modernas y con influencias de la música pop y synth pop de artistas ingleses como David Bowie y Depeche Mode, evolucionando a una música más moderna y de acuerdo a la época.
Como dato cabe destacar que, Peter Hammill, miembro fundador de la banda británica de rock progresivo Van der Graaf Generator coescribió dos canciones del álbum, "South of the Sahara" y "Domine Mundi", en las que también hizo segundas voces (en "Esclavo de Tus Ojos" también las hace). Posteriormente, Hammill haría una versión de "Abrir y Cerrar" llamada "This Book", para su disco de 1988 In a Foreign Town.

## Realización y promoción
Una vez grabado y listo su siguiente LP, los directivos de la compañía discográfica deciden que el primer tema de lanzamiento sería la canción de Sevilla para volver a realizar la comunión con su público de España; por lo tanto, el disco Bandido es presentado en la ciudad de Sevilla el 7 de noviembre de 1984.
Para la promoción de este nuevo material, Bosé cambia radicalmente de look modernizando su imagen y recortando completando su pelo.
Rápidamente la canción Amante bandido comienza a sonar en la radio y la compañía lo lanza como su segundo sencillo promocional, acompañándolo con un vídeo producido especialmente para esta canción en el cual aparece la transformación del artista de un serio, tímido y rígido Miguel Bosé entrando a una Biblioteca y saliendo como un cazador detrás de su presa. Tanto la canción como el vídeo se vuelven uno de los mayores éxitos en la carrera de Miguel Bosé, sonando en radio, televisión, programas de vídeo por toda España y América, disparando las ventas del LP.
Tanto los críticos de su país y de América Latina elogian su nueva propuesta y lo consideran uno de los mayores trabajos realizados por el cantante; entrando así a un nuevo rumbo en su carrera musical que lo consolidarían hasta hoy como un referente en la música de la época de los 80's.

## Lista de canciones
| Año de publicación | Álbum   | Discográfica         |
| 1984               | Bandido | CBS Columbia Records |

| Bandido |                              |                                                                                             |          |  |
| N.º     | Título                       | Escritor(es)                                                                                | Duración |  |
| 1.      | «Abrir y cerrar»             | M. Bosé, E. Aldrighetti, O. Avodadro, P. Ameli, R. Colombo                                  | 5:02     |  |
| 2.      | «Horizonte de las estrellas» | M. Bosé, E. Aldrighetti, O. Avogadro, R. Colombo, R. Battaglia, M. Schiappadori             | 4:16     |  |
| 3.      | «Amante bandido»             | M. Bosé, E. Aldrighetti, O. Avogadro, P. Ameli, R. Colombo                                  | 4:24     |  |
| 4.      | «Fiesta Siberiana»           | M. Bosé, E. Aldrighetti, O. Avodadro, P. Ameli, R. Colombo                                  | 3:30     |  |
| 5.      | «South of the Sahara»        | P. Hammill, E. Aldrighetti, O. Avogadro, G. Vanni, C. D´Onofrio, S. Cossu, R. Colombo       | 4:33     |  |
| 6.      | «Sevilla»                    | M. Bosé, E. Aldrighetti, O. Avogadro, S. Cossu                                              | 4:46     |  |
| 7.      | «Y fue»                      | M. Bosé, E. Aldrighetti, O. Avogadro, G. Vanni, C. D´Onofrio, R. Battaglia, M. Schiappadori | 4:09     |  |
| 8.      | «Lento»                      | M. Bosé, E. Aldrighetti, O. Avogadro, P. Ameli, R. Colombo                                  | 4:32     |  |
| 9.      | «Esclavo de tus ojos»        | M. Bosé, E. Aldrighetti, O. Avogadro, R. Battaglia, M. Schiappadori                         | 4:06     |  |
| 10.     | «Domine Mundi»               | P. Hammill, E. Aldrighetti, O. Avogadro, R. Giagni                                          | 3:51     |  |